# New Born Soul
New Born Soul, NBS, var ett svenskt kristet band.
NBS är ett av Sveriges mer etablerade kristna band. NBS bildades 1998 och består av Fredrik Karp, bas; Samuel Dencker, gitarr; Martin Börjesson, keyboard; Kristoffer Strömberg, trummor samt sångaren Kristoffer Lignell, som inför säsongen 2005 ersatte företrädaren Hanna Westin, tidigare deltagare i TV-programmet Fame Factory. Stilmässigt ligger bandets musik kring soul, R&B och pop.
Bandet gav sin sista konsert den 30 augusti 2008.